# Кенрю-Мару
Кенрю-Мару (Kenryu Maru) — судно, яке під час Другої світової війни взяло участь в операціях японських збройних сил в Індонезії, Меланезії та Мікронезії.

## Початок історії судна
Кенрю-Мару спорудили в 1935 році на верфі Mitsui Bussan на замовлення компанії Inui Kisen.
6 грудня 1940-го судно реквізували для потреб Імперського флоту Японії, а за місяць на корабельні ВМФ у Майдзуру узялись за його дообладнання для військових потреб. З другої половини березня 1941-го судно узялось за виконання завдань біля узбережжя Китаю.

## Перші воєнні рейси
З грудня 1941-го по березень 1942-го Кенрю-Мару здійснювало рейси у водах Південно-Східної Азії, під час яких побувало, зокрема, у Мако (важлива база ВМФ на Пескадорських островах у південній частині Тайванської протоки), Такао (наразі Гаосюн на Тайвані), Макассарі (південно-західний півострів острова Сулавесі, захоплений японцями в першій декаді лютого 1942-го), на острові Бангка (біля північно-східного завершення Сулавесі).
У червні 1942-го судно здійснило щонайменше один круговий рейс між метрополією та Мако, а у липні пройшло доковий ремонт в Тамано.

## Рейси до Океанії
У середині липня 1942-го Кенрю-Мару вирушило до Рабаулу (головна передова база в архіпелазі Бісмарка, з якої здійснювались японські операції на сході Нової Гвінеї та Соломонових островах), а 23 серпня повернулось до Японії.
За час зазначеного рейсу союзники висадились на сході Соломонових островів, що започаткувало шестимісячну битву за Гуадалканал та змусило японське командування спрямовувати в цей регіон численні підкріплення та припаси. Як наслідок, уже 28 серпня Кенрю-Мару полишило Токійську затоку та попрямувало до Палау (найбільша японська база на заході Каролінських островів), де 6 вересня прийняло на борт майже шість сотень осіб з будівельного загону ВМФ. 11 вересня 1942-го Кенрю-Мару успішно прибуло до Рабаула, а 12—13 вересня здійснило перехід до якірної стоянки Шортленд (прикрита групою невеликих островів Шортленд акваторія біля південного завершення острова Бугенвіль, де зазвичай відстоювались бойові кораблі та перевалювались вантажі для подальшого виряджання на схід Соломонових островів). 22—23 вересня Кенрю-Мару повернулось до Рабаулу, а 25 вересня вирушило назад до Японії. При цьому воно спершу відвідало острів Понапе (східна частина Каролінського архіпелагу), потім з 7 по 12 жовтня перебувало на Палау, далі зайшло на Ангаур (острів у архіпелазі Палау), а 20 жовтня нарешті прибуло в метрополію до Йокогами, де стало на ремонт.

## Рейс до Південно-Східної Азії
10 грудня 1942-го Кенрю-Мару вийшло з Йокогами, відвідало кілька японських портів, а потім попрямувало до Південно-Східної Азії, де упродовж наступних трьох місяців побувало у (в деяких не по одному разу) Мако, Такао, Манілі, Макассарі, Помалаа (ще один пункт на острові Сулавесі, де японці вели розробку родовища нікелевої руди), Таракан і Балікпапан (центри нафтовидобутку на східному узбережжі Борнео). 13 березня 1943-го судно досягнуло метрополії.

## Новий рейс до Рабаула
До кінця березня 1943-го Кенрю-Мару побувало в японських портах Моджі, Ніїгама, Куре, Міїке, Осака, після чого 29 березня знову вирушило у Меланезію. На своєму шляху судно спершу відвідало Сайпан (Маріанські острови), з 14 по 21 квітня перебувало на атолі Трук у центральній частині Каролінських островів (ще до війни тут створили головну базу японського ВМФ у Океанії), а 26 квітня досягнуло Рабаула, де залишалось більше ніж місяць.
3—11 червня 1943-го Кенрю-Мару пройшло разом з конвоєм до Палау, провело кілька діб на Ангаурі, а 24 червня — 3 липня повернулось з конвоєм FU-405 до Японії.

## Рейс до Науру
26 липня — 12 серпня 1943-го Кенрю-Мару в конвої № 3726 пройшло з Йокосуки на Трук. Після цього судно виконало цілий ряд рейсів у Мікронезії — 19—24 серпня перейшло з конвоєм № 5192 на атол Кваджелейн (Маршаллові острови), 4—14 вересня здійснило круговий рейс до віддаленого острова Науру, а 18—25 вересня повернулось з Кваджелейну на Трук у конвої № 6188.
Вже наступної доби після прибуття з Кваджелейну Кенрю-Мару рушило назад до Японії, при цьому спершу воно йшло з конвоєм № 4926. На підході до Сайпану американський підводний човен торпедував судно Санто-Мару, після чого Кенрю-Мару узяло пошкоджений корабель на буксир та довело до острова. 30 вересня — 6 жовтня 1943-го Кенрю-Мару пройшло до Йокосуки в супроводі двох есмінців.
У метрополії до початку листопада 1943-го судно проходило ремонт на верфі в Тамі.

## Останній рейс
28 листопада 1943-го Кенрю-Мару вирушило до Труку у складі конвою № 3128. Втім, уже вранці наступної доби в районі островів Ідзу конвой атакував американський підводний човен USS Snapper. Кенрю-Мару було торпедоване та загорілось. Пожежа виявилась настільки сильною, що довелось віддати наказ про полишення судна. Останнє певний час ще трималось на воді, допоки не затонуло 30 листопада. У цьому інциденті загинули чотири члени екіпажу Кенрю-Мару.